# Diedrich Osmers
Diedrich Osmers (* 2. November 1904 in Quickborn; † 30. November 1982 in Westerstede) war ein deutscher Politiker (CDU). Er war von 1970 bis 1978 Abgeordneter im Landtag von Niedersachsen.

## Leben
Osmers besuchte von 1911 bis 1914 die Volksschule Malente und von 1914 bis 1919 die Oberrealschule Malente. Von 1919 bis 1920 besuchte er die Privat-Realschule Malente und anschließend die Höhere landwirtschaftliche Lehranstalt (Landwirtschaftsprüfung 1922). Vom 1. Januar bis 1. November 1931 fungierte er als landwirtschaftlicher Verwalter in Sievershausen und vom 1. November 1931 bis zum 9. September 1940 als landwirtschaftlicher Verwalter der Pestalozzi-Stiftung in Burgwedel. Ab 9. April 1940 war er als selbständiger Landwirt in Helle (Bad Zwischenahn) tätig. Er war verheiratet und Vater dreier Kinder.
Zum 1. April 1931 war Osmers der NSDAP beigetreten (Mitgliedsnummer 497.118). Vom April 1933 bis 1937 gehörte er der SA an, wo er den Rang eines Obersturmführers erreichte. Außerdem war er von 1934 bis 1940 in der DAF, ab 1940 bei der Deutschen Jägerschaft, ab 1942 bei der NSV und von 1943 bis 1945 Beauftragter des Reichsnährstandes für die praktische Berufsausbildung der Landwirtschaftslehrlinge.
Nach Kriegsende wurde von der Militärregierung im Rahmen der Entnazifizierung am 27. Oktober 1947 in Kategorie III eingestuft. Er bekam die Auflage, keine öffentlichen Ämter auszuüben und erhielt eine polizeiliche Meldepflicht im Abstand von 3 Monaten.
Osmers war er Vorstandsvorsitzender der Zwischenahner Bank, der Molkereigenossenschaft Zwischenahn und des Landvolkverbandes. Außerdem war er Mitglied des Kirchenrates der evangelisch-lutherischen Kirchengemeinde Zwischenahn und des Bildungsrates der Landwirtschaftskammer Weser-Ems in Oldenburg.
Seit 1952 war Osmers Mitglied im Kreistag von Ammerland und des Rates der Gemeinde Zwischenahn, später wurde er auch Bürgermeister der Gemeinde Zwischenahn. In der siebten bis achten Legislaturperiode gehörte er vom 21. Juni 1970 bis zum 2. Juni 1978 dem Landtag von Niedersachsen an. In seiner letzten Wahlperiode war er Alterspräsident des Niedersächsischen Landtages.